# Velîkîi Hodacikiv, Kozova
Velîkîi Hodacikiv (în ucraineană Великий Ходачків) este o comună în raionul Kozova, regiunea Ternopil, Ucraina, formată numai din satul de reședință.

## Demografie
Componența lingvistică a comunei Velîkîi Hodacikiv
     Ucraineană (99,71%)
     Alte limbi (0,29%)
Conform recensământului din 2001, majoritatea populației comunei Velîkîi Hodacikiv era vorbitoare de ucraineană (99,71%), existând în minoritate și vorbitori de alte limbi.